# René Mouterde
Ne pas confondre avec René Mouterde (paléontologue).
Marie Léon René Mouterde (Tarare, 28 octobre 1880 - Beyrouth, 27 septembre 1961) est un prêtre jésuite et un archéologue français.

## Biographie
Ecclésiastique, licencié ès lettres (1898), il entre dans la Compagnie de Jésus à Aix-en-Provence (1898-1900), il fait des études littéraires et philosophiques à Laval et à Jersey (1900-1905) puis à la Faculté orientale de l'Université Saint-Joseph de Beyrouth (1905-1908) et de théologie en Angleterre (1909-1914). Ordonné prêtre en 1911, il devient professeur d'histoire et d'archéologie gréco-romaines.
Il forme dès 1905 le premier groupe d'archéologues qui s'installent au Proche-Orient. Avec Sébastien Ronzevalle et Louis Jalabert, il copie et rassemble les monuments épigraphiques de Syrie. Son centre archéologique fait le lien à la fin de la Première Guerre mondiale, entre deux périodes de l'exploration au Proche-Orient, avant et pendant le mandat français. 
Fondateur des Mélanges de la Faculté Orientale de l'Université Saint-Joseph, futurs Mélanges de l'Université Saint-Joseph (1922), il crée avec Louis Jalabert et le soutien de l'Académie des inscriptions et belles-lettres, le Corpus des inscriptions grecques et latines de la Syrie. 
Chancelier de l'École de droit de l'Université Saint-Joseph (1919-1942), il dirige l'Institut de lettres orientales de Beyrouth de 1933 à 1955 et la Bibliothèque orientale de 1942 à 1949.

## Travaux
- Le Nahr el-Kelb, Fleuve du chien. Guide archéologique, 1932
- Précis d'histoire de la Syrie et du Liban, 1932